# Chiesa di Santo Stefano (Miglieglia)
La chiesa di Santo Stefano è un edificio religioso barocco che si trova a Miglieglia.

## Storia
La costruzione della chiesa risale al 1634. Dopo il 1670 alla struttura fu aggiunto un campanile, che oggi ospita quattro campane fuse nel 1804 dalla fonderia Bizzozero di Varese. 
L'aspetto attuale si deve alle radicali trasformazioni che l'edificio subì nel Settecento, quando, con un intervento che mirava ad aggiungere il coro e l'abside, la chiesa fu trasformata secondo il gusto barocco allora in voga. A questo stesso periodo risale la realizzazione l'attuale altare maggiore.